# Trimegestona
Trimegestona é uma progesterona potente e seletiva, derivada do 19-norpregnano, com alta afinidade relativa pelo receptor de progesterona e alta seletividade para o endométrio.[carece de fontes?]
Tem sido descrito como de quarta geração.